# Marie-Victoire de Folliot de Crenneville
Marie Victoire Pauline Adrienne de Folliot de Crenneville (1766-1845), duchesse d'Elbeuf, princesse de Lambesc et comtesse de Brionne, est une aristocrate française. Elle est la gouvernante de l'archiduchesse Marie-Louise d'Autriche. Elle a une grande influence sur les affaires de l'empire autrichien en raison de ses relations entre 1792 et 1806.

## Biographie
Marie-Victoire de Folliot de Crenneville est la fille des aristocrates François Méderic Folliot de Crenneville (1735-1802) et Anne Pierrette Charlotte du Poutet (née en 1746). Elle est la sœur cadette du général Louis-Charles Folliot de Crenneville.
Elle s'est mariée trois fois. Son premier époux est le baron Charles de Poutet, avec qui elle a une fille, Judith Charlotte Victoire de Poutet (1789-1887). Son deuxième époux est le comte autrichien Franz de Paula Karl von Colloredo-Mansfeld. Elle se marie une troisième fois en 1816 avec Charles-Eugène de Lorraine, prince de Lambesc, dernier membre survivant de la maison de Guise, dont elle divorce en 1817.
Elle est nommée au poste de gouvernante impériale de la fille aînée de l'empereur, Marie-Louise, en remplacement de la comtesse Wrbna. C'est son ami, le ministre d’État Thugut, qui l’a recommandé pour ce poste. Marie-Louise lui est très dévouée et sa fille Victoire de Poutet devient sa compagne de jeux et sa correspondante à partir de 1799.
Selon certaines informations, Marie-Victoire de Folliot de Crenneville aurait aidé son deuxième époux, le comte de Colloredo-Mansfeld, à faire démettre le ministre Schloisnig de ses fonctions et à faire entrer Thugut au cabinet. Après la chute de Schloisnig, le comte de Colloredo-Mansfeld se trouve en position de pouvoir, les affaires de l'État étant désormais influencées par « une camarilla de dames » composée de l'impératrice, de sa mère et de Marie-Victoire de Folliot de Crenneville, que Talleyrand appelait « les souveraines de Vienne » . La cour et le gouvernement impériaux sont divisés quant à leur opinion sur Napoléon entre le parti de la paix composé de Manfredini, Ligne, Thugut et l'archiduc Charles ; et le parti de la guerre composé de Cobenzel, Colloredo-Mansfeld, l'impératrice et Marie-Victoire de Folliot de Crenneville. Napoléon la surnomme « la comtesse intrigante » .
Lorsque Napoléon attaque et occupe Vienne en 1805, l'empereur et l'impératrice s'enfuient à Olmütz avec leur plus jeune fille Marie-Léopoldine, tandis que le reste des enfants impériaux est évacué à Budapest puis en Galicie sous la supervision de Marie-Victoire de Folliot de Crenneville. La même année, cependant, a lieu la chute de son époux, et elle perd sa position parallèlement à la sienne. Ils sont ainsi tous deux bannis dans leurs domaines. Marie-Louise est toutefois autorisée à correspondre avec elle après son renvoi.